# Pedro de Godinez
Pedro de Godinez (falecido em 1611) foi um prelado católico romano nomeado bispo de Nueva Cáceres de 1605 a 1611.

## Biografia
De Godinez foi ordenado sacerdote na Ordem dos Frades Menores. No dia 12 de dezembro de 1605, foi nomeado durante o papado de Paulo V como Bispo de Nueva Cáceres, contudo faleceu antes de ser consagrado em 1611.